# Уест Ричланд
Уест Ричланд (на английски: West Richland, в най-близък превод Западен Ричланд) е град в окръг Бентън, щата Вашингтон, САЩ. Уест Ричланд е с население от 8385 жители (2000) и обща площ от 56,5 km². Намира се на 126 m надморска височина. ЗИП кодът му е 99352-99353, а телефонният му код е 509.